# Automola atomaria
Automola atomaria är en tvåvingeart som först beskrevs av Christian Rudolph Wilhelm Wiedemann 1830.  Automola atomaria ingår i släktet Automola och familjen Richardiidae. Inga underarter finns listade i Catalogue of Life.